# Callobius sierra
Callobius sierra är en spindelart som beskrevs av Robin Ernest Leech 1972. Callobius sierra ingår i släktet Callobius och familjen mörkerspindlar. Inga underarter finns listade.